# Liste der Kulturdenkmäler in Hochstadt (Pfalz)
In der Liste der Kulturdenkmäler in Hochstadt (Pfalz) sind alle Kulturdenkmäler der rheinland-pfälzischen Ortsgemeinde Hochstadt (Pfalz) aufgeführt. Grundlage ist die Denkmalliste des Landes Rheinland-Pfalz (Stand: 14. August 2023).

## Denkmalzonen
| Bezeichnung                    | Lage                                 | Baujahr | Beschreibung | Bild                           |
| ------------------------------ | ------------------------------------ | ------- | --- | ------------------------------ |
| Denkmalzone Jüdischer Friedhof | Niederhochstadt, Friedhofstraße Lage | 1866    | nördlicher Teil des allgemeinen Friedhofs; eröffnet 1866 (1856?), 93 in vier Reihen aufgestellte Grabsteine, der älteste von 1864 | weitere Bilder Fotos hochladen |

## Einzeldenkmäler
| Bezeichnung                       | Lage                                                         | Baujahr                           | Beschreibung | Bild                           |
| --------------------------------- | ------------------------------------------------------------ | --------------------------------- | --- | ------------------------------ |
| Friedhofskreuz                    | Niederhochstadt, Friedhofstraße, auf dem Friedhof Lage       | 1860                              | Friedhofskreuz mit (beschädigtem) Korpus, bezeichnet „ERRICHTET VON DER KATHOLISCHEN GEMEINDE“ 1860, Schweifsockel              | Fotos hochladen                |
| Wohnhaus                          | Niederhochstadt, Friedhofstraße 7 Lage                       | 1751                              | dreiteiliges barockes Fachwerkhaus, bezeichnet 1751                                                                             | Fotos hochladen                |
| Wohnhaus                          | Niederhochstadt, Großgasse 32 Lage                           | 18. Jahrhundert                   | eineinhalbgeschossiges barockes Fachwerkhaus, 18. Jahrhundert                                                                   | Fotos hochladen                |
| Wohnhaus                          | Niederhochstadt, Großgasse 43 Lage                           | 18. Jahrhundert                   | eineinhalbgeschossiges Fachwerkhaus, teilweise massiv, 18. Jahrhundert                                                          | Fotos hochladen                |
| Wohnhaus                          | Niederhochstadt, Großgasse 58 Lage                           | erste Hälfte des 18. Jahrhunderts | eineinhalbgeschossiges barockes Fachwerkhaus, wohl aus der ersten Hälfte des 18. Jahrhunderts                                   | Fotos hochladen                |
| Hofanlage                         | Niederhochstadt, Großgasse 60 Lage                           | 1718                              | Hofanlage; eineinhalbgeschossiges barockes Fachwerkhaus, bezeichnet 1718                                                        | Fotos hochladen                |
| Katholische Kirche St. Michael    | Niederhochstadt, Hauptstraße 174 Lage                        | 1827                              | klassizistischer Saalbau, 1827                                                                                                  | weitere Bilder Fotos hochladen |
| Hofanlage                         | Niederhochstadt, Hauptstraße 178 Lage                        | 1741                              | Hofanlage; barockes Fachwerkhaus, Walmdach, bezeichnet 1741                                                                     | Fotos hochladen                |
| Schulhaus                         | Niederhochstadt, Hauptstraße 200 Lage                        | um 1840                           | ehemalige Schule, um 1840; klassizistischer Putzbau mit Spritzenraum                                                            | Fotos hochladen                |
| Haustür                           | Niederhochstadt, Hauptstraße, an Nr. 202 Lage                | um 1840/50                        | spätklassizistische Haustür, um 1840/50                                                                                         | Fotos hochladen                |
| Protestantische Pfarrkirche       | Niederhochstadt, Hauptstraße 203 Lage                        | 13. Jahrhundert                   | im Kern gotischer Saalbau, wohl aus dem 13. Jahrhundert, ehemaliger Chorturm, 1557, 1741 erhöht, Langhaus 1738 barock überformt | weitere Bilder Fotos hochladen |
| Kriegerdenkmal                    | Niederhochstadt, Hauptstraße, vor Nr. 203 Lage               | 1922                              | Kriegerdenkmal 1914/18, reliefierter Sandsteinpfeiler, bezeichnet 1922                                                          | Fotos hochladen                |
| Katholische Pfarrkirche St. Georg | Oberhochstadt, Hauptstraße, vor Nr. 56 Lage                  | 1749 f.                           | barocker Saalbau, 1749 f., neugotischer Turm 1864                                                                               | weitere Bilder Fotos hochladen |
| Protestantische Kirche            | Oberhochstadt, Hauptstraße 64 Lage                           | 1727                              | barocker Saalbau, bezeichnet 1727                                                                                               | weitere Bilder Fotos hochladen |
| Hofanlage                         | Oberhochstadt, Hauptstraße 70 Lage                           | 17. bis 19. Jahrhundert           | Dreiseithof, 17. bis 19. Jahrhundert; eineinhalbgeschossiges Fachwerkhaus, bezeichnet 1708 und 1624, Fachwerkscheune            | Fotos hochladen                |
| Hofanlage                         | Oberhochstadt, Hauptstraße 73 Lage                           | 1705                              | Hofanlage; reiches barockes Fachwerkhaus, bezeichnet 1705, weiteres Fachwerkwohnhaus                                            | Fotos hochladen                |
| Schul- und Rathaus                | Oberhochstadt, Hauptstraße 75 Lage                           | um 1890                           | ehemaliges Schul- und Rathaus; klassizierender Klinkerbau, um 1890                                                              | Fotos hochladen                |
| Hofanlage                         | Oberhochstadt, Hauptstraße 89 Lage                           | 1764                              | Hofanlage; eineinhalbgeschossiges Fachwerkhaus, bezeichnet 1764                                                                 | Fotos hochladen                |
| Wegekreuz                         | Oberhochstadt, Hauptstraße, Ecke Gemarkstraße Lage           | erste Hälfte des 19. Jahrhunderts | Wegekreuz auf Tischsockel, erste Hälfte des 19. Jahrhunderts                                                                    | Fotos hochladen                |
| Friedhofskreuz                    | Oberhochstadt, nordwestlich des Ortes, auf dem Friedhof Lage | 1903                              | Friedhofskreuz, bezeichnet 1903                                                                                                 | Fotos hochladen                |